# أنتوني دومينيك
أنتوني دومينيك (بالإنجليزية: Anthony Dominique)‏ (30 نوفمبر 1969 - ) هو لاعب كرة قدم دومينيكي في مركز الهجوم.

## وصلات خارجية
- أنتوني دومينيك على موقع الاتحاد الدولي (مؤرشف)  (الإنجليزية)